# André-Frédéric Eler
André-Frédéric Eler (1764 – Parigi, 21 aprile 1821) è stato un compositore, docente e musicologo francese.

## Biografia
Nato in Alsazia giunse da giovane a Parigi e divenne famoso come compositore di musica per strumenti a fiato. In particolare, è accreditato di una Ouverture pubblicata nel Magasin de musique à l'usage des fêtes nationales. Divenne il primo bibliotecario, dal 1795 al 1797, del Conservatoire de Paris al momento della sua creazione, poi ricoprì diverse posizioni all'interno dello stesso, prima di essere nominato professore di contrappunto nel 1816. Il nome di Eler è anche legato a una raccolta (sei volumi) di partiture copiate, di maestri del XVI e XVII secolo, e raccolte dal compositore, lotto ora conservato nella Biblioteca nazionale di Francia.

## Opere strumentali
- Ouverture per orchestra di fiati
- Six Walses et une Anglaise per sestetto a fiato (2 clarinetti, 2 corni e 2 fagotti)
- Symphonie concertante per flauto, clarinetto, corno, fagotto e orchestra
- Concerto en fa per corno e orchestra
- Deuxième concerto per corno e orchestra, in do
- Trois trios per 2 violini e basso
- Trois quatuors per corno, violino e contrabbasso, op. 1
- Trois quatuors à cordes, op. 2
- Trois quatuors per flauto, clarinetto, corno e fagotto, op. 6
- Trois quatuors per flauto, violino, contrabbasso, op. 7
- Six sonates per pianoforte, violino e violoncello, op. 8
- Trois trios per flauto, clarinetto e fagotto, op. 9
- Trois quatuors per due clarinetti, corno e fagotto, op. 10
- Trois quatuors piper flauto, clarinetto, corno e fagotto, op. 11

## Opere vocali
- Le Cousin et la Cousine, opera in un atto, Parigi, Opéra-Comique (Salle Favart), 10 aprile 1798.
- Apelle et Campaspe, opera in un atto, libretto di Charles-Albert Demoustier, Parigi, Opéra, 12 luglio 1798.
- L'Habit de la Duchesse de Grammont, opéra-comique in un atto, Paris, 8 gennaio 1801 (n.d.), partitura andata perduta.
- L'Habit du Chevalier de Grammont, opéra-comique in un atto, libretto di Jacques Bins de Saint-Victor, Parigi, Opéra-Comique, 6 dicembre 1803.
- La Forêt de Brama, opera in quattro atti, libretto di Henriette Bourdic-Viot.
- Le Chant des vengeances, intermezzo in un atto, libretto di Claude Joseph Rouget de Lisle, Parigi, Opéra, 7 maggio 1798 (menzionata da Fétis).